# Третя течія
Третя течія (англ. Third stream) — експериментальний напрям сучасного джазу, що виник у середині 1950-х рр. Являє собою синтез джазу та європейської симфонічної музики (класичної та сучасної). Поява напряму призвела до практики створення розгорнутих творів для змішаних складів оркестра, який включає академічних музикантів та джазових імпровізаторів.

Зблизити джаз та академічну музику намагався ще у 1920-х рр засновник симфонічного джазу Пол Вайтмен, а також Джордж Гершвін, Ернст Кшенек, Даріус Мійо, Ервін Шульгофф, Дюк Еллінгтон.
Термін був придуманий в 1957 році композитором Гюнтером Шуллером на лекції в Університеті Брандейса. Імпровізація, як правило, розглядається як життєво важлива складова третьої течії.
У 1961 році Шуллер визначив третю течію як «новий жанр музики, розташований приблизно на півдорозі між джазом та класичною музикою». Оскільки третя течія спирається на класику так само, як і на джаз, зазвичай вимагається, щоб композитори та виконавці володіли обома жанрами.